# 全国選抜名古屋大花火

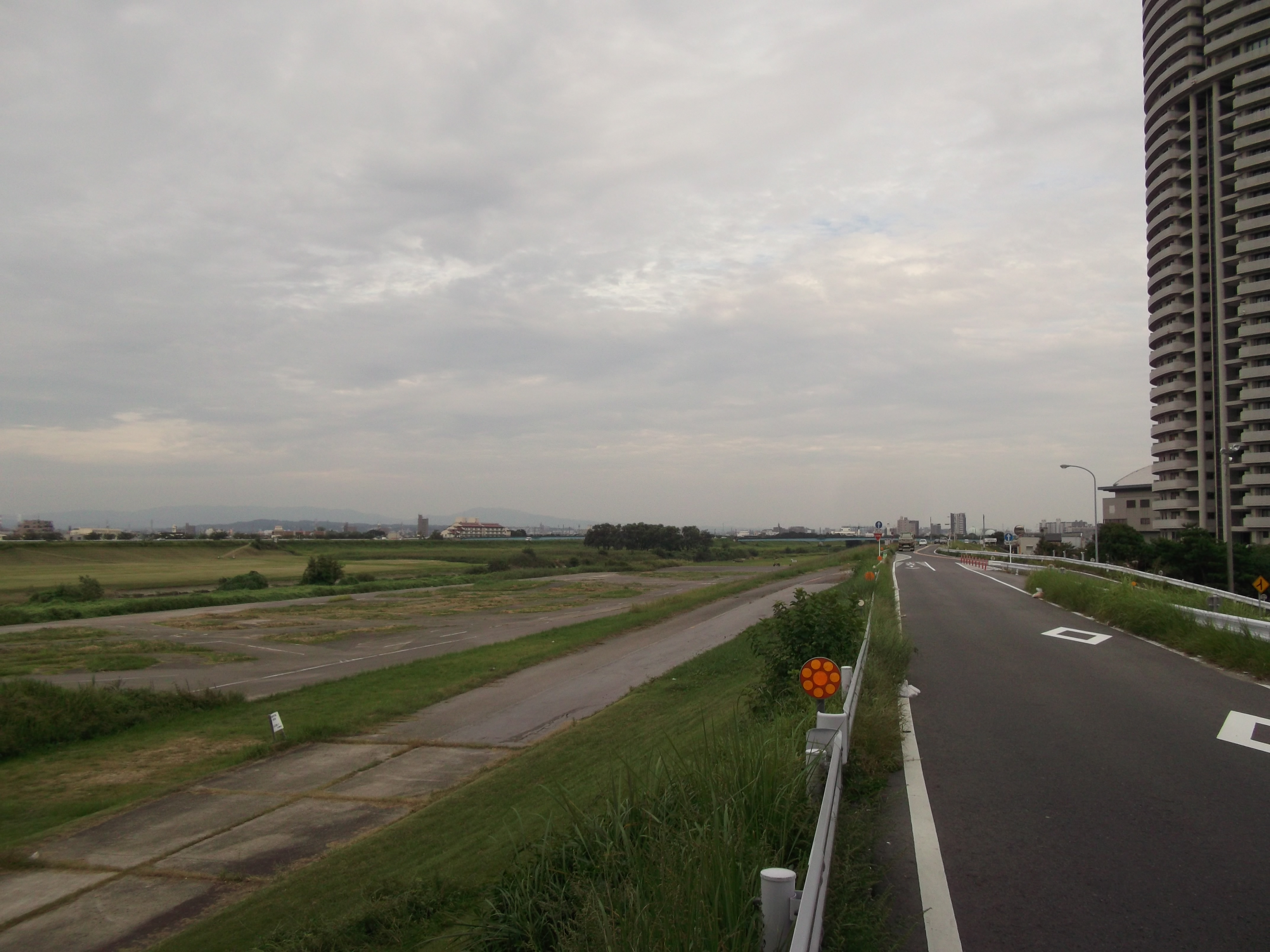
全国選抜名古屋大花火が開催されていた矢田川河川敷（2014年9月）

全国選抜名古屋大花火（ぜんこくせんばつなごやだいはなび）とは、1964年から2004年まで東海ラジオ放送が愛知県名古屋市北区の矢田川周辺で開催していた花火大会のことである。

## 概要・歴史
元々愛知県・特に三河地方は花火の製造が盛んであった。しかし愛知県には代表するような花火大会がなかったことから、「新しい名古屋の納涼景物をつくりだそう」との意気込みで、1964年8月1日に第1回大会が開催された。見物客は50万人だったとされている。第8回以降毎年8月の第1週目の土曜日に開催されていた（第2回から第7回は第2土曜日）。
明石花火大会歩道橋事故を契機とした愛知県警察の指導により2004年の第41回大会において交通規制・安全対策を強化することになったが、翌年の2005年に愛知県で愛知万博が開催された影響で同大会の警備員の人数が減ることなどを理由に休止となり、2006年に警備・違法駐車・ゴミの問題などの経費増大を理由として廃止が決定された。
しかし地元の有志らによって結成された特定非営利活動法人「新しく矢田川花火を進める会」（後述）によって、もう一度復活させる動きがある。

## 新しく矢田川花火を進める会
「新しく矢田川花火を進める会」は、名古屋市北区の有志によって結成された特定非営利活動法人。地元の大学生から40歳代までを中心に構成される。大会廃止後に復活を願っていたが復活せず、自分らの手で大会をもう一度復活させようと、2007年、有志らが集まって結成された。
結成後の動き
2007年12月24日 - 30分間だけ復活開催。70発を打ち上げ、約500人の観衆を集めた。
2008年12月23日 - さらなる拡大を目指し、2度目の復活開催。300発を打ち上げ、約1000人の観衆を集めた。
2009年12月23日 - 地域の人々の協力のもと、協賛金300万円にて「矢田川クリスマス花火」と銘打って開催。これまでで最多の1,000発、約3,000人の観衆を集めた。
2010年2月28日 - NPO法人申請受理。
2010年7月7日 - NPO法人取得。
2011年現在 - 2012年夏開催を目指し活動中。